# Purwa Phalguni (nakszatra)
Purwa Phalguni nakszatra (dewanagari: पूर्व फाल्गुनी, पूर्वाफाल्गुनी) – rezydencja księżycowa; położona w całości w znaku Lwa (13°20' to 26°40').
Purwa w sanskrycie znaczy 'wcześniejsza', 'pierwsza', phala to 'owoc', a guna oznacza cechy lub phalgu 'czerwonawy', 'lśniący'. Konstelacja ta wykazuje duże podobieństwo do poprzedniej (Magha). Według astrologii Dźjotisz obdarza przywódczymi mocami, ale jest bardziej praktyczna. Jej zadaniem jest przenieść niebo na ziemię. Iśwara, czyli Najwyższy Władca jest bóstwem tej nakszatry, Wenus planetą, a ogień żywiołem. 